# رود ورا
رود ورا رودی است به وزر می‌ریزد. این رود از کشور آلمان می‌گذرد.